# 중화민국 임시정부 (1912년)
중화민국 임시정부(중국어: 中華民國臨時政府; Provisional Government of the Republic of China)는 신해혁명의 결과로 청나라가 무너지고 1912년 수립된 임시정부이다.

## 역사

### 계획
1911년 11월, 리위안훙의 지휘 아래 우한 우창에 모인 혁명가들은 천치메이가 이끄는 상하이의 혁명가들과 힘을 합쳐 청나라를 타도하고 새로운 중국의 중앙정부를 세우기로 결의하였다. 한편 이 혁명가들 사이에서도 이견이 있었는데, 우창을 근거지로 하는 혁명가들은 새 나라의 수도를 우한에 두고 싶어했고, 상하이에 본적을 두고 있는 혁명가들은 상하이에 수도를 두고 싶어하였던 것이다. 결국 11월 20일, 이 두 그룹들 사이에서 합의안이 타결되었고, 후베이성을 새로운 수도로 삼고 우창을 새 공화국의 중심으로 삼기로 결정되었다. 11월 28일, 한양과 한커우가 양시아 전투에서 다시 청나라의 손에 떨어지자, 혁명가들은 신변의 안전을 위하여 11월 30일에 한커우의 영국 조계에서 첫 회담을 가졌다. 11개의 성에서 온 23명의 지도자들이 참석하였으며, 이 회의에서 민주제와 공화제에 기반을 둔 새로운 공화국의 창설을 결의하였다.
12월 2일, 혁명군은 신해혁명을 일으켜 난징을 점령하는 데에 성공했고, 혁명 지도부는 이 곳을 새로운 중앙정부의 수도로 삼기로 결정했다. 바로 그 다음날 새 공화국에 대한 청사진이 제출되었고, 새 정부는 민주적인 공화국의 형태를 띠기 시작했다. 이후 지역 대표들이 7일 내로 모여 임시정부를 구성하기 위하여 회의를 열기로 합의하였다. 한편 원래의 중앙정부였던 청나라는 신해혁명으로 인하여 사실상 24개의 성들 중 17개의 성에 대한 지배권을 잃었고, 중국은 무정부 상태로 빠져들기 시작하였다.

### 대총통 선거
한편 쑹자오런과 천치메이는 난징에서 열리기로 결정된 임시정부 구성회의에 불참하고, 그 대신 상하이에 모여 12월 4일에 따로 회의를 열었다. 난징의 혁명가들은 이들을 무시하고 12월 29일에 총통 선거를 치렀고, 임시정부의 수뇌부를 구성하기 시작하였다. 임시정부 구성안의 선거계획에 의하면 대총통은 중국 전역에서 올라온 대표들의 3분의 2 이상의 득표를 얻은 자로 선출되었다고 전해진다. 17개의 성에서 올라온 45명의 대표들이 참석했고, 이 선거에서 쑨원이 다수표를 받아 대총통으로 당선되었다.

### 건국
1912년 1월 1일, 중화민국의 초대 임시 대총통으로 선출된 쑨원은 난징에서 공화정의 성립을 선언하니 이 것이 바로 중화민국 임시정부였다. 부총통은 리위안훙이었다.

### 위안스카이와의 협력
한편 청나라에서는 어린 선통제를 대신하여 위안스카이가 권력을 독점하고 실질적인 권력자로 군림하고 있었다. 위안스카이는 당시 이미 망해가던 청나라를 버리고 새로운 나라를 열 생각을 하고 있었으며, 게다가 난징에서 혁명이 터지자 이를 진압해버리기에는 늦었다는 생각을 하고 있었고 이에 정면으로 맞서는 것은 현명치 못하는 생각을 하고 있었다. 중화민국 임시정부도 상황은 마찬가지였는데, 이는 임시정부의 재정 상황이 당시 극도로 열악했을 뿐만 아니라 중국에서 가장 근대화된 군대인 북양함대를 위안스카이가 틀어쥐고 있었기에 군사적으로는 임시정부가 위안스카이와의 전투에서 상대가 되지 못할 것이기 때문이었다. 결국 쑨원은 위안스카이에게 협상을 제안했고, 위안스카이가 청나라와 북양함대를 포기하는 대신 그에게 임시정부의 대총통직을 넘겨주는 방향으로 협상이 진행되었다. 청나라의 앞날이 한치 앞도 내다볼 수 없게 되자, 결국 1912년 2월, 청나라 관군 내부에서 폭동이 일어났고 황성 바로 바깥의 상점들과 민가들을 약탈하는 일까지 일어났다. 이 사건으로 자금성의 동안문이 불탔고, 수 천명의 사람들이 죽었다. 사실 이 사건은 위안스카이와 그 하수인들이 작당한 일이었는데, 이는 난징의 중화민국 임시정부에게 만일 그가 대총통으로 취임하러 난징으로 내려갈 시 베이징은 통제 불능이 될 것이라고 암시하기 위한 것이었다. 결국 중화민국은 어쩔 수 없이 위안스카이의 뜻에 따라, 위안스카이의 본거지인 베이징으로 수도를 옮겨야만 했으며 대총통직도 위안스카이에게 넘겨야만 했다. 결국 위안스카이는 청나라를 멸망시키고 혁명세력과 합의, 새로운 중화민국의 대총통으로 취임하였으며, 내전을 피하고 싶었던 혁명세력들은 이를 받아들일 수 밖에 없었다. 다만 이들도 위안스카이의 권력욕은 알고 있었기에 미리 임시 헌법을 제정하여 나중에 혹시모를 사태를 대비하고자 하였다. 1912년 3월 10일, 임시 의회는 위안스카이를 중화민국의 2번째 대총통으로 임명했고, 난징 임시정부의 정통성과 국체는 모두 베이징으로 옮겨갔으며 임시정부는 해산되었다. 이 때 이후의 중화민국 정부를 북양정부라고 칭한다. 이후 중화민국이 북양정부로 옮겨간 이후, 북양정부는 군벌, 외세의 간섭 등으로 끊임없는 혼란을 맞는다.

## 같이 보기
- 중화민국 (1912년~1949년)
- 신해혁명
- 쑨원
- 삼민주의
- 중화민국임시약법